# Alexander Kielland
Alexander Lange Kielland (phát âm tiếng Thụy Điển: [ɑlɛksɑndər ˈlɑŋːə ˈçɛlːɑn]) (18 tháng 2 năm 1849 - 06 tháng 4 năm 1906) là một trong những nhà văn hiện thực nổi tiếng nhất Na Uy. Ông là một trong bộ tứ vĩ đại trong thế kỷ 19, ở Thời Vàng son của văn hoá Na Uy, bộ tứ vĩ đại của văn học Na Uy gồm: Henrik Ibsen, Bjørnstjerne Bjørnson, Alexander Kielland, và Jonas Lie. Các tiểu thuyết và truyện ngắn của Kielland chủ yếu mang tính hiện thực. 
Sinh ra ở Stavanger, Na Uy, ông lớn lên trong một gia đình thương gia giàu có. Ông là con trai của Lãnh sự Zetlitz Jens Kielland và chắt của Gabriel Schanche Kielland (1760-1821). Kielland là em trai của họa sĩ Na Uy Kitty Lange Kielland,, và anh và họ có ảnh hưởng lẫn nha trong việc định hình định hình phong cách sáng tác.
Gia đình của ông cũng bao gồm con trai ông, Jens Zetlitz Kielland, (1873-1926); chú Jacob Otto Lange (1833-1902), người anh em họ Axel Christian Zetlitz Kielland (1853-1924), cháu trai Jens Zetlitz Monrad Kielland (1866-1926), anh họ Anders Lange (1904-1974) và cháu trai của Jacob lớn Christie Kielland (1897-1972). Cháu gái họ Axeliane Zetlitz Christiane của ông Kielland (1916-1995) kết hôn với Agnar Mykle (1915-1994).

## Tác phẩm

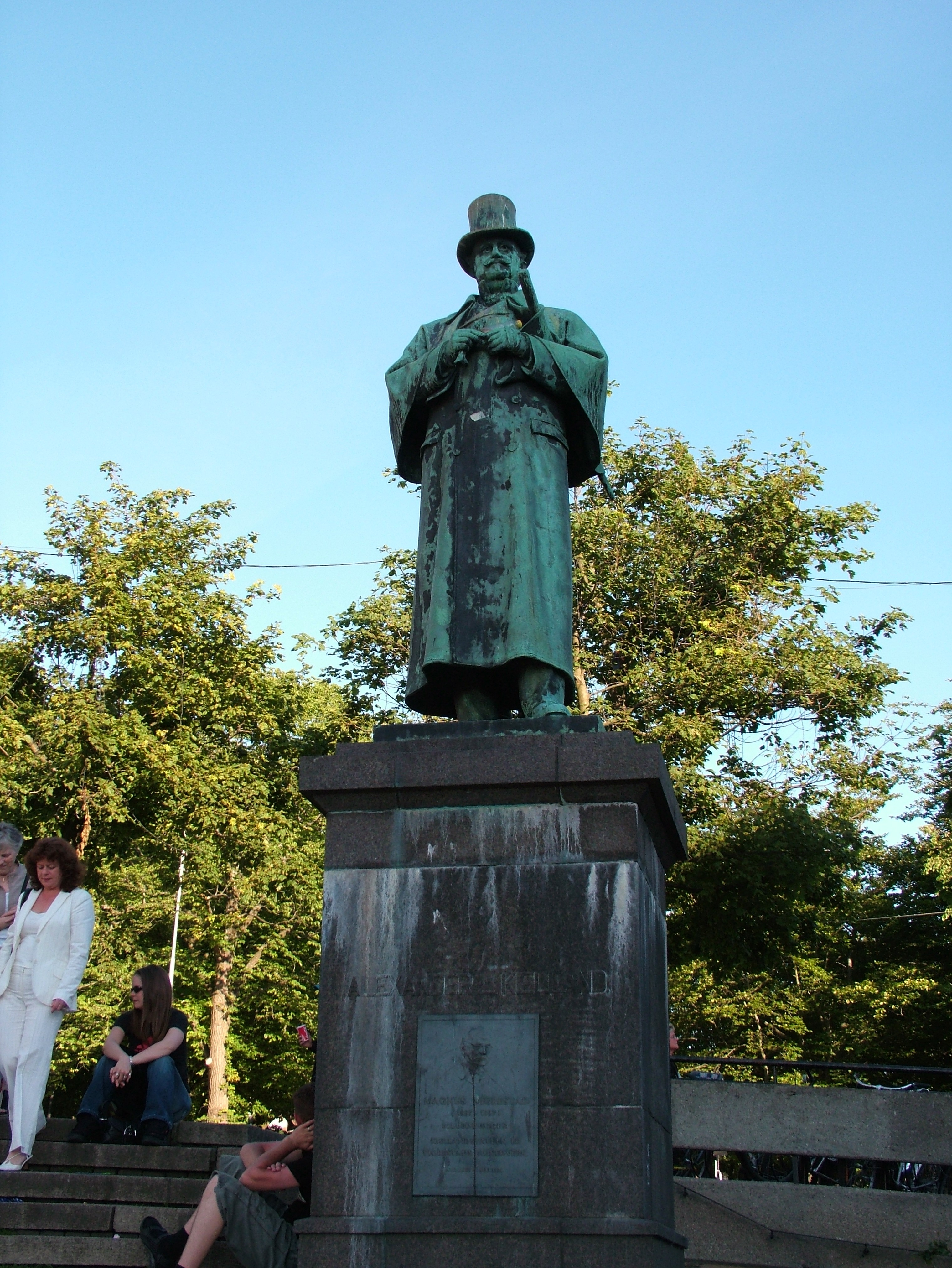
Tượng Alexander Kielland ở Stavanger

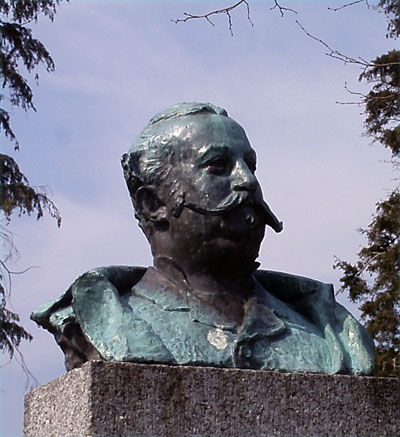
Tượng bán thân Alexander Kielland ở công viên Reknes tại Molde

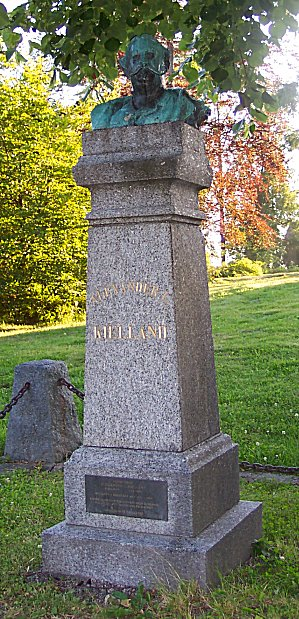
Điêu khắc Alexander Kielland ở công viên Reknes tại Molde.

### Truyện ngắn
- Novelletter, 1879
- Nye novelletter, 1880
- To Novelletter fra Danmark, 1882

### Tiểu thuyết
- Garman & Worse, 1880 - [1]
- Arbeidsfolk, 1881
- Else, 1881
- Skipper Worse, 1882.[2][3]
- Gift, 1883
- Fortuna, 1884
- Sne, 1886
- Sankt Hans Fest, 1887
- Jacob, 1891

### Kịch
- Paa Hjemvejen, 1878
- Hans Majestæts Foged, 1880
- Det hele er Ingenting, 1880
- Tre par, 1886
- Bettys Formynder, 1887
- Professoren, 1888

### Tiểu luận
- Forsvarssagen, 1890
- Menneker og Dyr, 1891
- Omkring Napoleon, 1905